# 1918 (1985년 영화)
《1918》(영어: 1918 혹은 Horton Foote's 1918)은 미국에서 제작된 켄 해리슨 감독의 1985년 드라마 영화이다. 릴리언 V. 푸트 등이 제작에 참여하였다. 윌리엄 컨버스로버츠, 핼리 푸트, 매슈 브로더릭 등이 출연하였다.

## 출연진
- 윌리엄 컨버스로버츠
- 핼리 푸트
- 로셸 올리버
- 마이클 히긴스
- 매슈 브로더릭
- 진 매카시
- 윌리엄 맥기
- L.T. 펠티
- 호턴 푸트 주니어
- 톰 머럴
- 리사 하워드

## 기타 제작진
- 총괄 제작: 피터 뉴먼
- 세트: J. 그레이 스미스
- 의상: 밴 브로턴 램지
- 제작 관리: 데니스 비숍
- 조감독: 테리 마틴